# Слабнево (Московская область)
Слабнево — деревня в Сергиево-Посадском районе Московской области.

## География
Расстояние от Сергиева Посада — 16,5 км (остановка Турбаза).

## Население
| 1859 | 1905 | 1926 | 2002 | 2006 | 2010 |
| ---- | ---- | ---- | ---- | ---- | ---- |
| 96   | ↘67  | ↗79  | ↘22  | ↘17  | ↘16  |